# Magvető Remekírók
A Magvető Remekírók a Magvető Könyvkiadó 2004-ben indult világirodalmi könyvsorozata, melynek kötetei vászonkötésben jelentek meg.

## A sorozat kötetei
| Szerző                      | Cím                       | Fordította                                                                            | Megjelenés éve |  |
| Nathaniel Hawthorne         | A skarlát betű            | Bálint György                                                                         | 2004           |  |
| Alain-Fournier              | A titokzatos birtok       | Végh György                                                                           | 2004           |  |
| Anton Pavlovics Csehov      | A varga meg az ördög      | Devecseriné Guthi Erzsébet, Lányi Sarolta, Rab Zsuzsa, Szőllősy Klára, Wessely László | 2004           |  |
| Guy de Maupassant           | Egy asszony élete         | Illés Endre                                                                           | 2004, 2008     |  |
| David Herbert Lawrence      | Lady Chatterley szeretője | Falvay Mihály                                                                         | 2004, 2008     |  |
| Ivan Szergejevics Turgenyev | Apák és fiúk              | Áprily Lajos                                                                          | 2004           |  |
| William Faulkner            | Megszületik augusztusban  | Déry György                                                                           | 2004           |  |
| Stanisław Lem               | Solaris                   | Murányi Beatrix                                                                       | 2004           |  |
| Charles Dickens             | Szép remények             | Bartos Tibor                                                                          | 2004, 2008     |  |
| Johann Wolfgang Goethe      | Vonzások és választások   | Vas István                                                                            | 2004           |  |
| Gustave Flaubert            | Érzelmek iskolája         | Gyergyai Albert                                                                       | 2005           |  |
| Vladimir Nabokov            | Pnyin professzor          | Zentai Éva                                                                            | 2005           |  |
| Heinrich Mann               | Ronda tanár úr            | Kosztolányi Dezső                                                                     | 2005           |  |
| Émile Ajar                  | Előttem az élet           | Bognár Róbert                                                                         | 2005           |  |

## Forrás
- A Magvető Remekírók sorozat kötetei a Molyon